# Рудаков, Владимир Андреевич
Влади́мир Андре́евич Рудако́в (1930—2011) — начальник Главного управления кораблестроения Военно-морского флота, Лауреат Государственной премии СССР, вице-адмирал.

## Биография
Владимир Андреевич Рудаков родился 14 января 1930 года в деревне Кошкино, Вачский район, Нижегородская область в семье сельского учителя.
После окончания сельской средней школы поступил в Горьковский государственный университет, на радиофизический факультет. Проучившись один год в университете, решил поменять место учёбы, и в 1947 году поступил на паросиловой факультет Высшего военно-морского инженерного училища имени Ф. Э. Дзержинского.
В 1952 году, после окончания училища, был назначен командиром машинно-котельной группы эскадренного миноносца «Бурный» (проект 30-бис).
В 1954 году назначен командиром электромеханической боевой части (БЧ-5) однотипного эскадренного миноносца «Беспощадный».
В 1955 году В. А. Рудаков, как перспективный офицер и способный инженер-механик, был переведён на службу в атомный подводный флот ВМФ. Прошёл обучение и практику на первой в мире советской атомной электростанции в городе Обнинске, был допущен к самостоятельной работе и нёс вахту на пульте управления станцией в должностях сменного инженера и старшего сменного инженера управления.
8 марта 1955 года В. А. Рудаков, вместе с подчинёнными, запустил под руководством Александра Петровича Александрова ядерный реактор на стенде ВМФ в г. Обнинске, созданном по соседству с АЭС.
В 1957 году инженер-капитан-лейтенант В. Рудаков был назначен на должность командира группы машинных установок, а затем, после уточнения штата, — командира дивизиона движения первой советской атомной подводной лодки (проект 627) «К-3 «Ленинский комсомол»». В Северодвинске, принимал участие в строительстве лодки, швартовных и ходовых, а затем и государственных испытаниях. Спуск на воду первенца атомного подводного флота произошёл 9 августа 1957 года. Уже на плаву на лодке произвели физический пуск обоих реакторов. Первый выход в море лодки состоялся 3 июля 1958 года.
С 1959 года проходил службу помощником флагманского механика, флагманский инженер-механиком дивизии подводных лодок Северного флота, а затем заместитель командира дивизии подводных лодок по электромеханической части.
В июле 1961 года заместитель флагманского механика бригады по живучести капитан 3 ранга В. А. Рудаков участвовал в ликвидации радиационной аварии на атомной подводной лодке «К-19». Получил сильную дозу облучения и ему пришлось удалять щитовидную железу.
С 1962 года служил в Главном техническом управлении ВМФ. В должности заместителя, а затем начальника отдела эксплуатации атомных подводных лодок Главного технического управления ВМФ, В. Рудаков активно участвовал в совершенствовании методов эксплуатации новых атомных субмарин и надводных кораблей. Был причастен и к строительству атомного крейсера «Адмирал Ушаков» (до 1992 года — ТАРК «Киров»).
С 1971 по 1987 год служил заместителем начальника Главного управления кораблестроения ВМФ, с 1987 по 1988 годы был его начальником.
В 1977 году В. А. Рудакову была присуждена Государственная премия СССР в области науки и техники. В 1982 году ему присвоено звание вице-адмирал.
В 1988 году уволен из кадров флота в отставку по болезни.
Умер Владимир Андреевич Рудаков 6 февраля 2011 года. Похоронен на Троекуровском кладбище г. Москвы.

## Награды
- Орден Красного Знамени (1959)
- Орден Красной Звезды (1966)
- Орден Трудового Красного Знамени (1974)
- Орден Октябрьской Революции (1981)
- Орден Мужества (1998)
- Медалью Курчатова за успехи в области освоения ядерной энергетики (1973)
- Медаль «За боевые заслуги» и другие

## Семья
- Отец — Рудаков Андрей Георгиевич (1903—1982), работал учителем, директором сельской школы, участник Великой Отечественной войны.
- Мать — Рудакова Анастасия Григорьевна (1900—1980).
- Жена — Рудакова Тамара Павловна (род. 1929), преподаватель французского языка.
- Дочь — Елена Владимировна (род. 1956), библиотекарь.
- Сын — Рудаков Григорий Владимирович (род. 1961), инженер по электронной технике, лауреат премии Правительства России (1995г)